# West Point Township (Illinois)
Die West Point Township ist eine von 18 Townships im Stephenson County im Nordwesten des US-amerikanischen Bundesstaates Illinois.

## Geografie
Die West Point Township liegt im Nordwesten von Illinois, rund 5 km südlich der Grenze zu Wisconsin. Der Mississippi, der die Grenze zu Iowa bildet, befindet sich rund 60 km westlich.
Die West Point Township liegt auf 42°25′02″ nördlicher Breite und 89°52′10″ westlicher Länge und erstreckt sich über eine Fläche von 92,71 km². Im Osten der West Point Township liegt der Lake Le-Aqua-Na, ein kleiner State Park.
Die West Point Township liegt im Nordwesten des Stephenson County und grenzt im Westen an das Jo Daviess County. Innerhalb des Stephenson County grenzt die West Point Township im Norden an die Winslow Township, im Osten an die Waddams Township, im Südosten an die Erin Township und im Süden an die Kent Township.

## Verkehr
Durch den äußersten Südosten der Township verläuft die Illinois State Route 73. Alle weiteren Straßen sind untergeordnete und zum Teil unbefestigte Fahrwege.
In südost-nordwestlicher Richtung verläuft durch die West Point Township eine Eisenbahnlinie der Canadian National Railway, die von Chicago nach Westen führt.
Der nächstgelegene Flugplatz ist der rund 35 km südöstlich gelegene Albertus Airport bei Freeport, dem Zentrum der Region.

## Bevölkerung
Bei der Volkszählung im Jahr 2010 hatte die Township 3369 Einwohner. Neben Streubesiedlung existieren in der West Point Township zwei Siedlungen:
- Lena1 (Village)
- Waddams Grove (Unincorporated Community)

1 – zu kleineren Teilen in der Erin und der Kent Township